# 松倉羽鶴
松倉 羽鶴（まつくら はづる、1968年12月17日 - ）は日本の舞台女優、声優。以前は賢プロダクションに所属していた。神奈川県出身。

## 経歴
元々舞台女優として活動していたが、藤井佳代子に誘われたことで声優業にも興味を持ち、『ナンとジョー先生』のオーディションに参加。結果、主人公のナン役に抜擢され、1993年に声優デビューを果たした。

## 出演

### テレビアニメ
- 若草物語 ナンとジョー先生（1993年、アニー・ハーディング〈ナン〉[1]）
- クレヨンしんちゃん（1994年、保健婦A）
- それいけ!アンパンマン（1995年、クルルン）
- 名犬ラッシー（1996年、サンディ[2]）
- 超魔神英雄伝ワタル（1998年、サンディ）
- セラフィムコール（1999年、隊員C）
- 人間交差点（2003年、婦人A）
- 妄想代理人（2004年、鹿山里子）

### OVA
- KIZUNA 2
- テンテンのおともだち（チャチャ）
- テンテンの音あそび（チャチャ）

### ゲーム
- 爆走デコトラ伝説～男一匹夢街道～（清瀬奈美）
- 夢のつばさシリーズ（秋水志菜乃）

### 吹き替え
- 刑事コロンボ
- シークレットアイズ
- シークレットハンター（エレイン）
- ジョーンズ牧師の熱き闘い
- レジャーアイランド

### ドラマCD
- ヒロインドリーム（大羽ねね）
- 夢のつばさ（秋水志菜乃）

### CM
- 旭化成 ハイリキ サッカー編

### 舞台
- 蒲田行進曲
- 霊舞〜REIBU